# Thripsobremia quercifolia
Thripsobremia quercifolia är en tvåvingeart som först beskrevs av Ephraim Porter Felt 1908.  Thripsobremia quercifolia ingår i släktet Thripsobremia och familjen gallmyggor.
Artens utbredningsområde är Virginia. Inga underarter finns listade i Catalogue of Life.